# Leichtathletik-Weltmeisterschaften 2015/Hochsprung der Männer

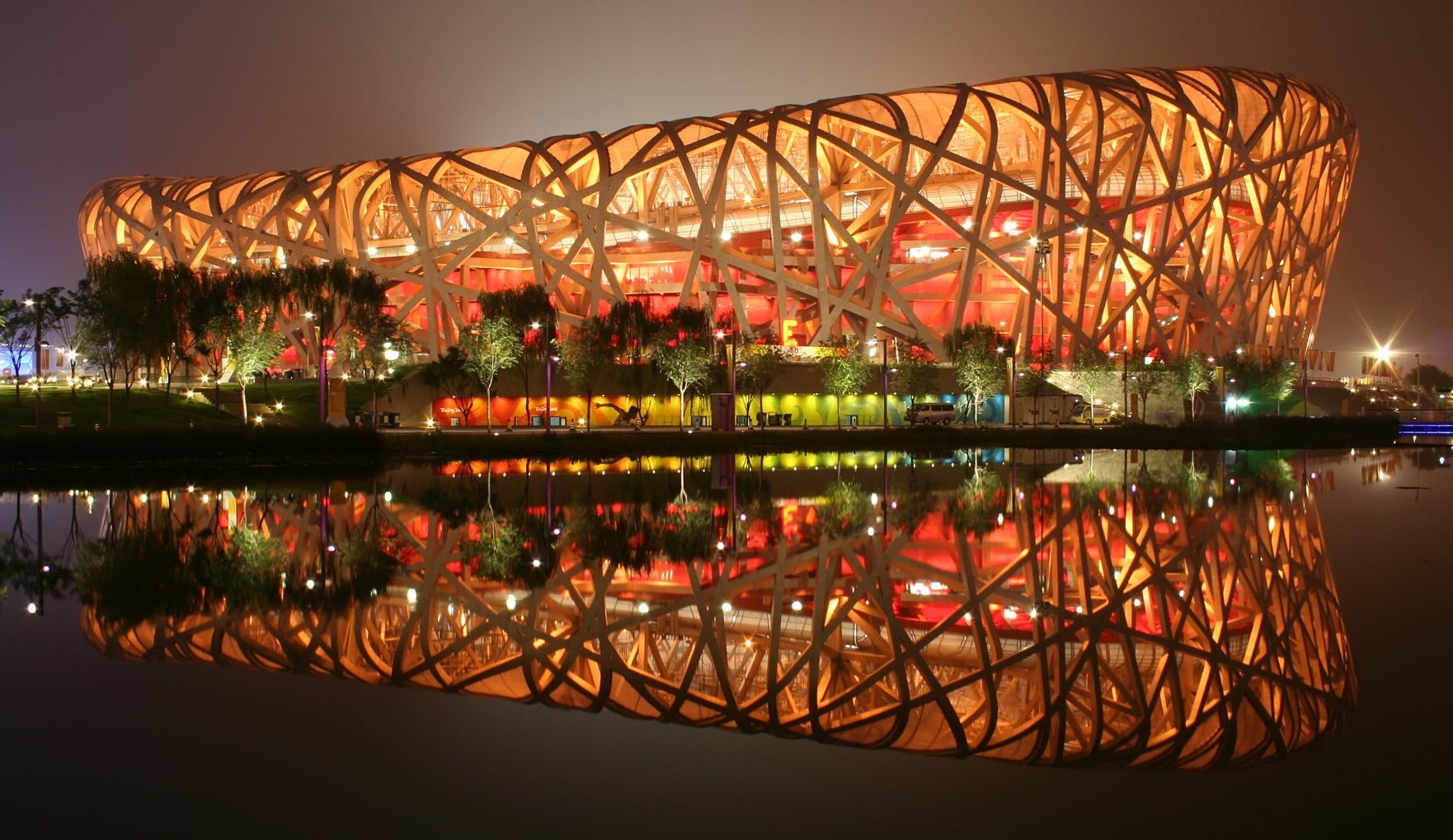
Das Nationalstadion Peking während der Weltmeisterschaften

Der Hochsprung der Männer bei den Leichtathletik-Weltmeisterschaften 2015 wurde am 28. und 30. August 2015 im Nationalstadion der chinesischen Hauptstadt Peking ausgetragen.
Den Weltmeistertitel errang der kanadische WM-Dritte von 2013 und Olympiadritte von 2012 Derek Drouin. Der Chinese Zhang Guowei und der ukrainische Titelverteidiger Bohdan Bondarenko, der auch amtierender Europameister war, gewannen gemeinsam die Silbermedaille.

## Rekorde
| Weltrekord               | Javier Sotomayor  | 2,45 m | Salamanca, Spanien     | 27. Juli 1993   |
| Weltmeisterschaftsrekord | Bohdan Bondarenko | 2,41 m | WM in Moskau, Russland | 15. August 2013 |

Der bestehende WM-Rekord wurde bei diesen Weltmeisterschaften nicht eingestellt und nicht verbessert.
Es gab einen Landesrekord:
- 2,29 m – Majd Eddin Ghazal (Syrien), Qualifikation, Gruppe B

## Legende
Kurze Übersicht zur Bedeutung der Symbolik – so üblicherweise auch in sonstigen Veröffentlichungen verwendet:
| – | verzichtet                            |
| o | übersprungen                          |
| x | ungültig                              |
| r | Wettkampf nicht fortgesetzt (retired) |

## Qualifikation
28. August 2015, 9:45 Uhr Ortszeit (3:45 Uhr MESZ)
Die Qualifikation wurde in zwei Gruppen durchgeführt. Die Qualifikationshöhe betrug 2,31 m. Da nur neun Springer diese Leistung erbrachten (hellblau unterlegt), wurde das Finalfeld mit den nächstbesten Athleten aus beiden Gruppen auf mindestens zwölf – in diesem Fall aufgrund derselben Anzahl von Fehlversuchen bei gleicher Höhe sogar vierzehn – Athleten für das Finale aufgefüllt (hellgrün unterlegt). Schließlich mussten 2,29 m ohne jeden Fehlversuch für die Finalteilnahme erbracht werden.

### Gruppe A
| Platz | Athlet                 | Land                | 2,17 | 2,22 | 2,26 | 2,29 | 2,31 | Höhe (m) |
| ----- | ---------------------- | ------------------- | ---- | ---- | ---- | ---- | ---- | -------- |
| 01    | Derek Drouin           | Kanada              | o    | o    | o    | o    | o    | 2,31     |
| 02    | Mutaz Essa Barshim     | Katar               | –    | o    | o    | xo   | o    | 2,31     |
| 03    | Brandon Starc          | Australien          | o    | o    | xxo  | xxo  | o    | 2,31 PB  |
| 04    | Eike Onnen             | Deutschland         | o    | o    | o    | o    | xxo  | 2,31     |
| 05    | Konstandinos Baniotis  | Griechenland        | o    | o    | xo   | xo   | xxo  | 2,31 SB  |
| 06    | Trevor Barry           | Bahamas             | o    | o    | o    | o    | xxx  | 2,29 SB  |
| 06    | Gianmarco Tamberi      | Italien             | o    | o    | o    | o    | xxx  | 2,29     |
| 08    | JaCorian Duffield      | USA                 | xxo  | o    | o    | o    | xxx  | 2,29     |
| 09    | Andrij Prozenko        | Ukraine             | o    | xo   | xo   | xo   | xxx  | 2,29     |
| 10    | Robert Grabarz         | Großbritannien      | –    | o    | o    | xxx  |      | 2,26     |
| 10    | Wang Yu                | Volksrepublik China | o    | o    | o    | xxx  |      | 2,26     |
| 12    | Jesse Williams         | USA                 | o    | o    | xo   | xxx  |      | 2,26     |
| 12    | Mihai Donisan          | Rumänien            | o    | o    | xo   | xxx  |      | 2,26     |
| 14    | Iwan Uchow             | Russland            | o    | xo   | xo   | xxx  |      | 2,26     |
| 15    | Naoto Tobe             | Japan               | o    | xxo  | xo   | xxx  |      | 2,26     |
| 16    | Kabelo Kgosiemang      | Botswana            | o    | o    | xxx  |      |      | 2,22     |
| 16    | Takashi Etō            | Japan               | o    | o    | xxx  |      |      | 2,22     |
| 16    | Jurij Krymarenko       | Ukraine             | o    | o    | xxx  |      |      | 2,22     |
| 19    | Sylwester Bednarek     | Polen               | o    | xo   | xxx  |      |      | 2,22     |
| 20    | Ali Mohd Younes Idriss | Sudan               | o    | xxx  |      |      |      | 2,17     |

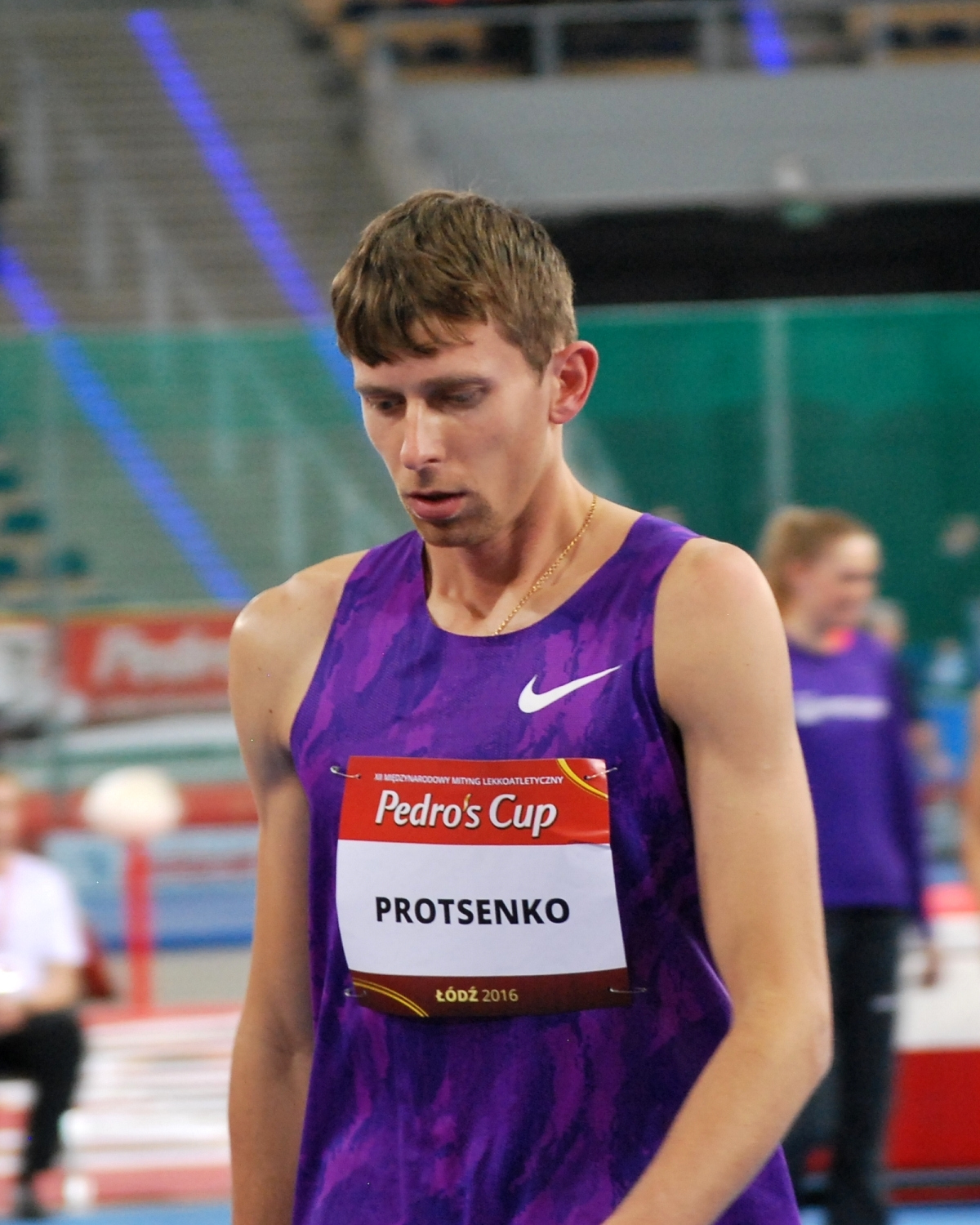
Andrij Prozenko schied trotz übersprungener 2,29 m aus, weil er zwei Fehlversuche hatte
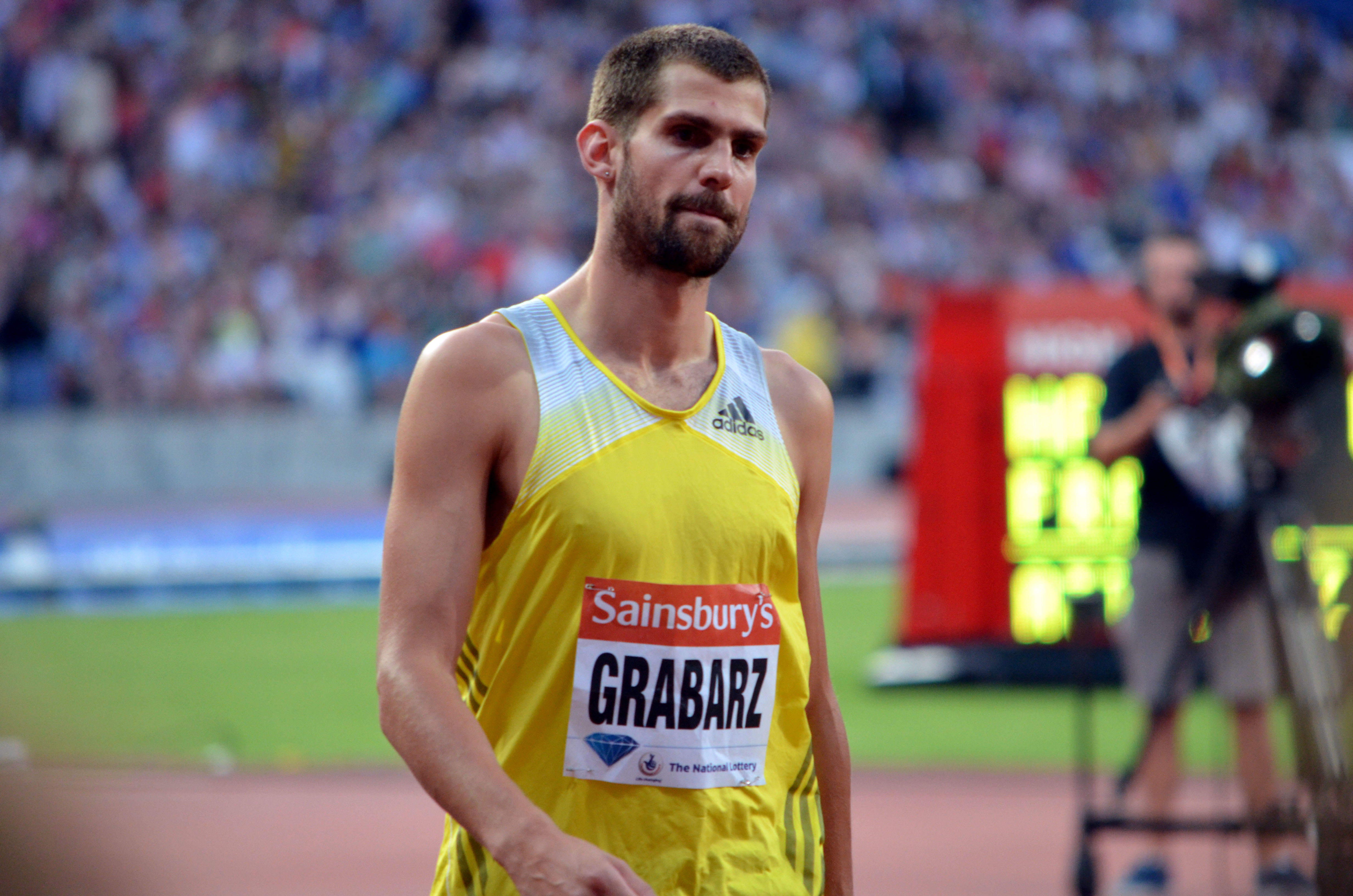
Robert Grabarz – mit 2,26 m in der Qualifikation ausgeschieden
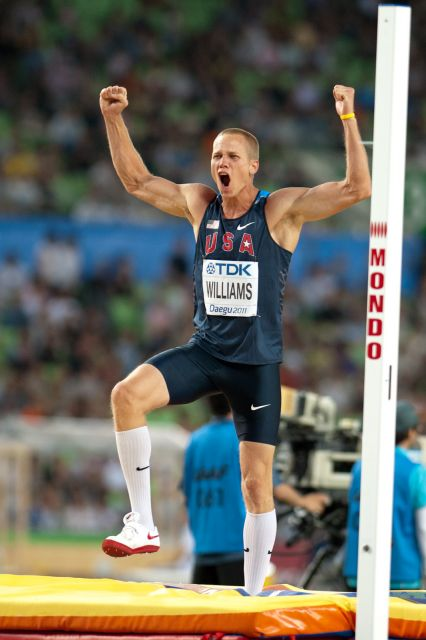
2,26 m reichten Jesse Williams nicht für die Finalqualifikation
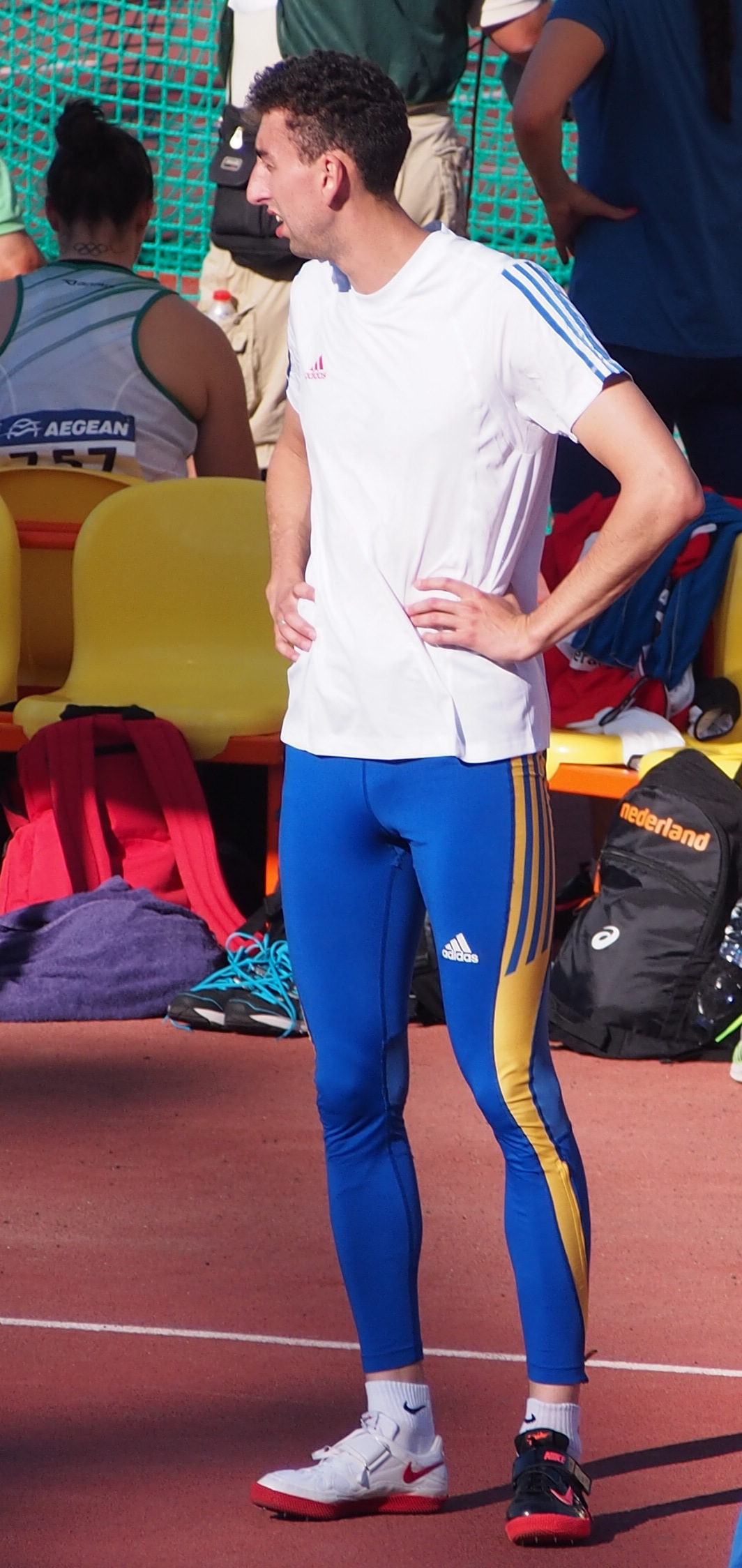
Mihail Donisan schied mit 2,26 m in der Qualifikation aus
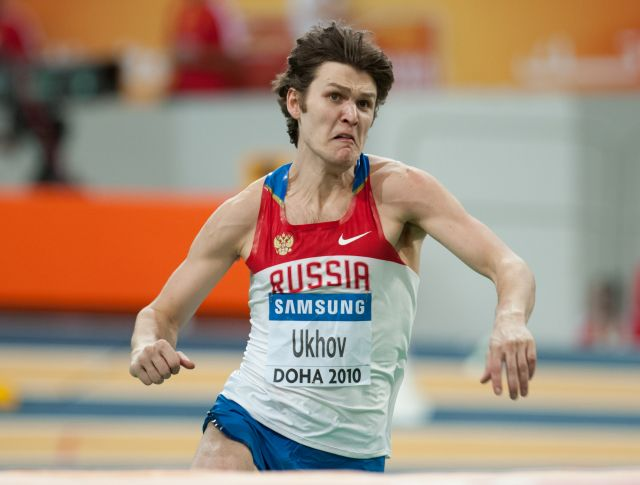
Mitfavorit Iwan Uchow scheiterte mit seinen 2,26 m bereits in der Qualifikation
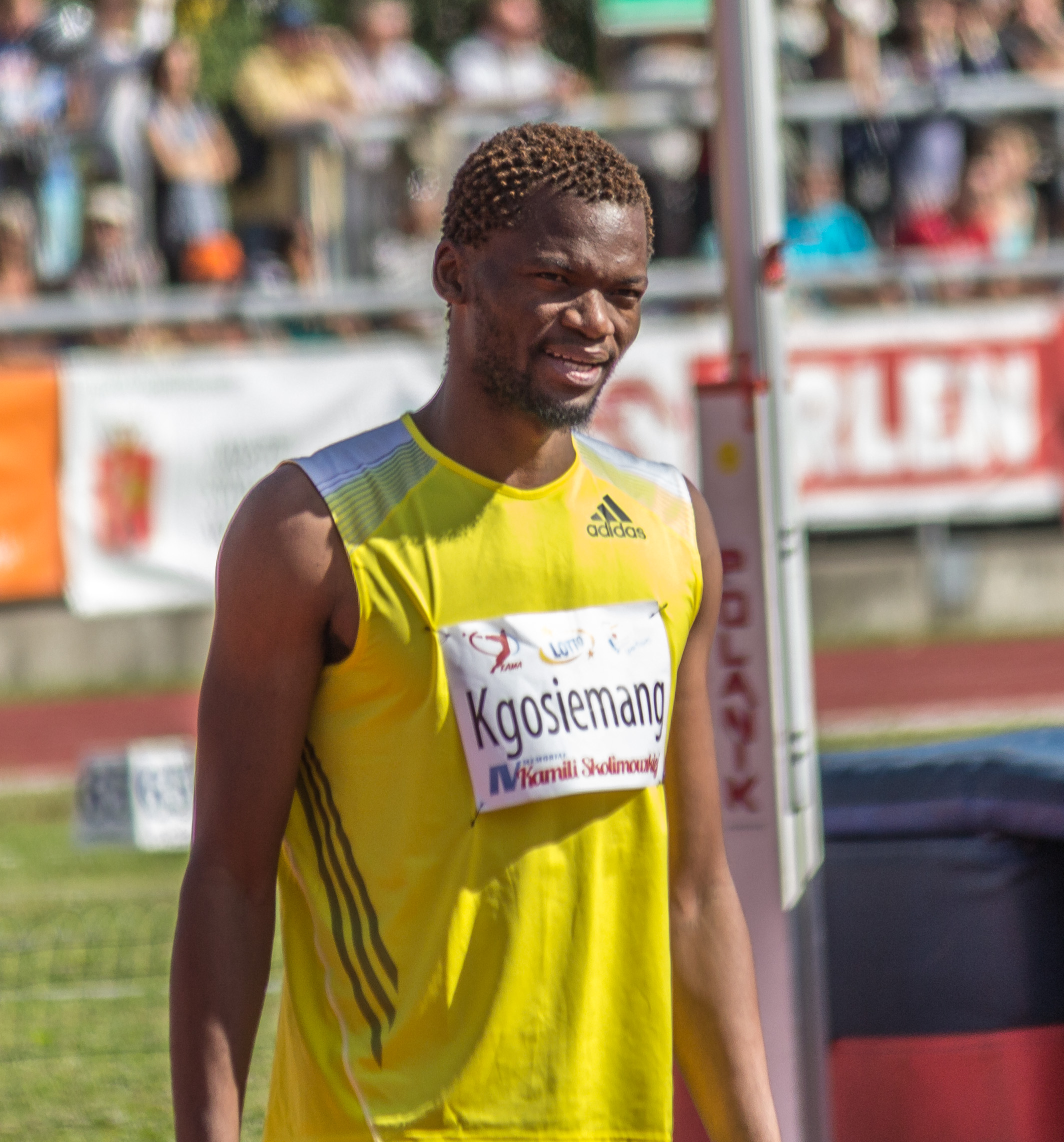
Kabelo Kgosiemang – mit 2,22 m in der Qualifikation ausgeschieden
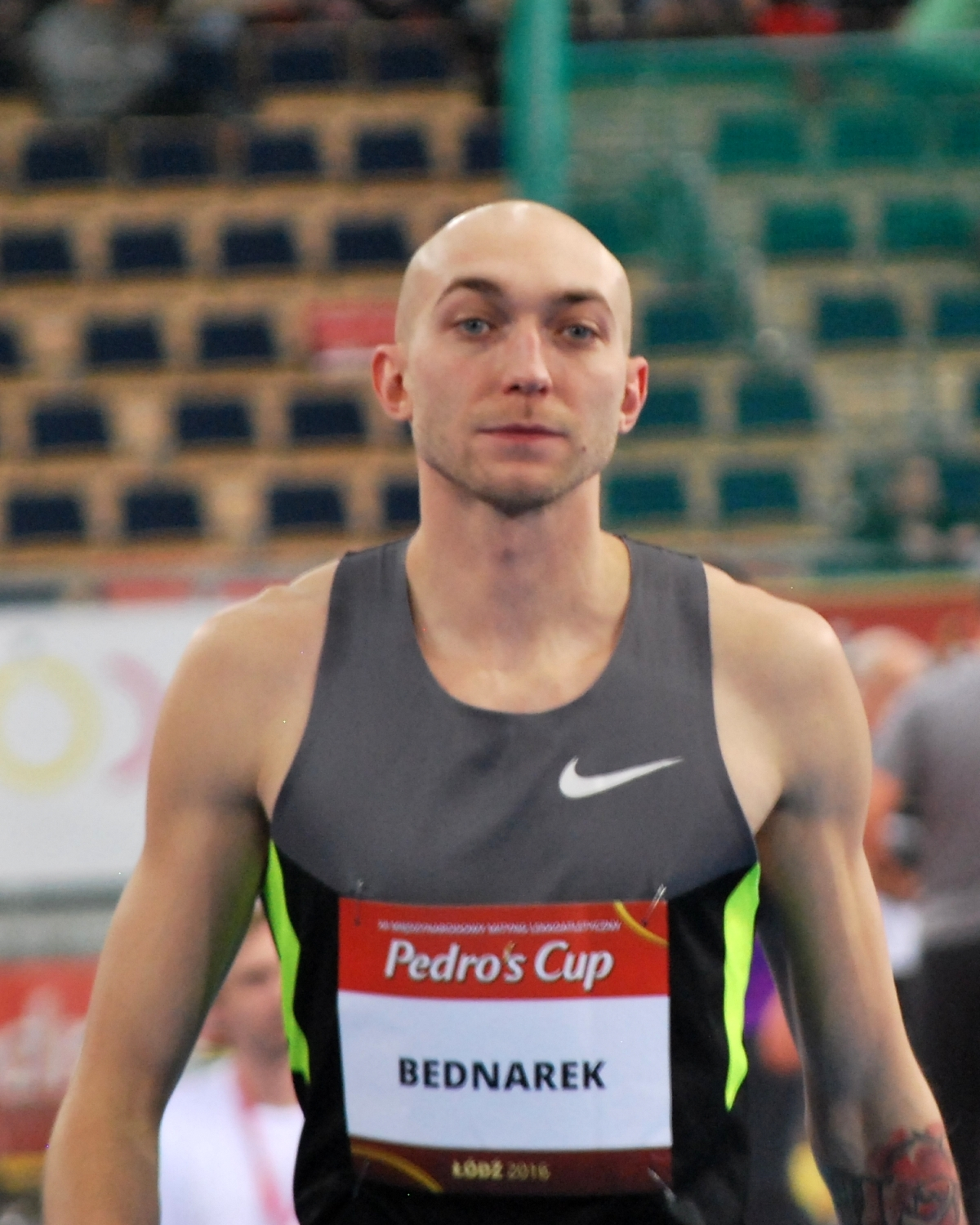
Sylwester Bednarek – 2,22 m und damit ausgeschieden

### Gruppe B
| Platz | Athlet                  | Land                | 2,17 | 2,22 | 2,26 | 2,29 | 2,31 | Höhe (m) |
| ----- | ----------------------- | ------------------- | ---- | ---- | ---- | ---- | ---- | -------- |
| 01    | Zhang Guowei            | Volksrepublik China | o    | o    | o    | o    | o    | 2,31     |
| 02    | Bohdan Bondarenko       | Ukraine             | –    | o    | –    | xo   | o    | 2,31     |
| 03    | Dimitrios Chondrokoukis | Zypern              | o    | o    | o    | xo   | xxo  | 2,31     |
| 04    | Jaroslav Bába           | Tschechien          | o    | o    | o    | xxo  | xxo  | 2,31 SB  |
| 05    | Daniil Zyplakow         | Russland            | o    | o    | o    | o    | xxr  | 2,29     |
| 05    | Donald Thomas           | Bahamas             | o    | o    | o    | o    | xr   | 2,29     |
| 05    | Erik Kynard             | USA                 | o    | o    | o    | o    | xxx  | 2,29     |
| 08    | Majd Eddin Ghazal       | Syrien              | o    | o    | xo   | o    | xxx  | 2,29 NR  |
| 09    | Michael Mason           | Kanada              | o    | o    | o    | xxx  |      | 2,26     |
| 10    | Joel Baden              | Australien          | o    | xo   | o    | xxx  |      | 2,26 SB  |
| 11    | Ryan Ingraham           | Bahamas             | xxo  | –    | xo   | xxx  |      | 2,26     |
| 12    | Dmytro Jakowenko        | Ukraine             | xo   | o    | xxo  | xxx  |      | 2,26     |
| 13    | Mateusz Przybylko       | Deutschland         | o    | o    | xxx  |      |      | 2,22     |
| 14    | Hsiang Chun-hsien       | Chinesisch Taipeh   | xxo  | o    | –    | xxx  |      | 2,22     |
| 15    | Dmitry Kroyter          | Israel              | o    | xo   | xxx  |      |      | 2,22     |
| 16    | Yuji Hiramatsu          | Japan               | o    | xxx  |      |      |      | 2,17     |
| 17    | Eugenio Rossi           | San Marino          | xo   | xxx  |      |      |      | 2,17     |
| 17    | Matúš Bubeník           | Slowakei            | xo   | xxx  |      |      |      | 2,17     |
| 19    | Talles Silva            | Brasilien           | xxo  | xxx  |      |      |      | 2,17     |
| NM    | Raivydas Stanys         | Litauen             | xxx  |      |      |      |      | ogV      |
| DNS   | Marco Fassinotti        | Italien             |      |      |      |      |      |          |

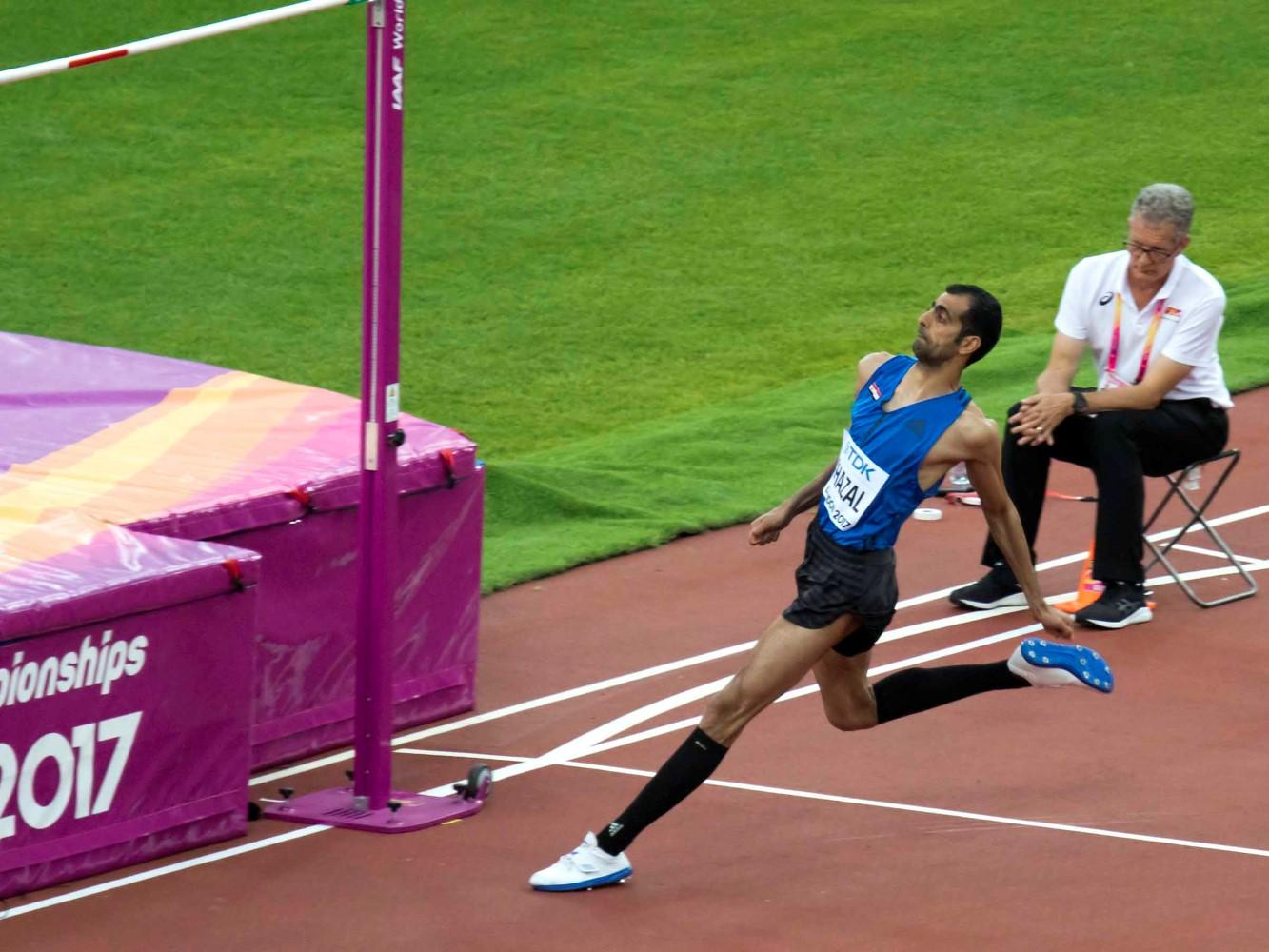
Majeddin Hjazal erreichte trotz syrischen Landesrekords mit 2,29 m wegen eines Fehlversuchs nicht das Finale
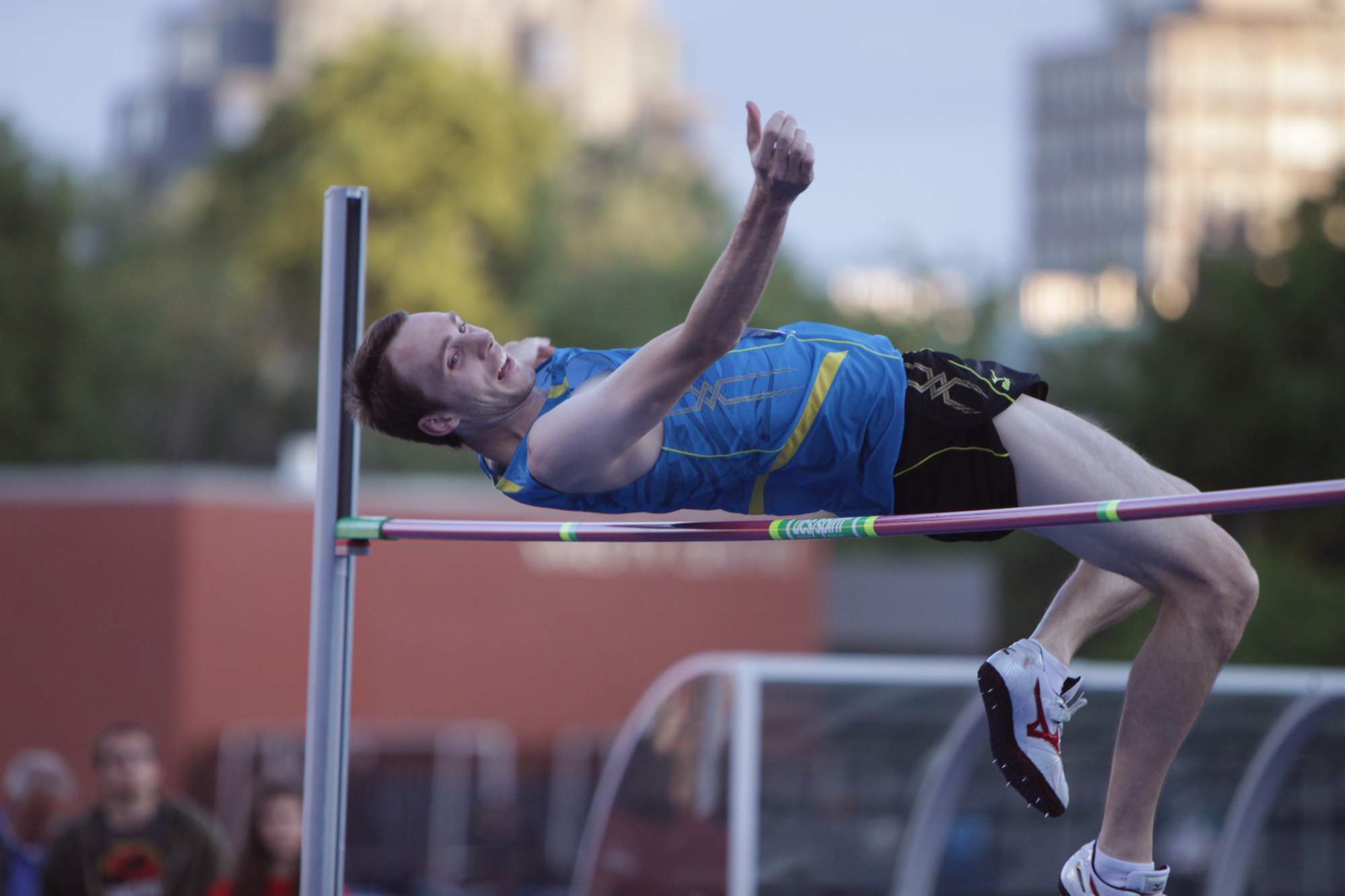
2,26 m reichten Michael Mason nicht für die Finalteilnahme
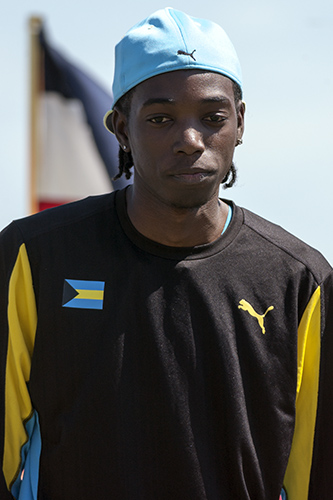
Ryan Ingraham sprang 2,26 m in der Qualifikation und schied damit aus
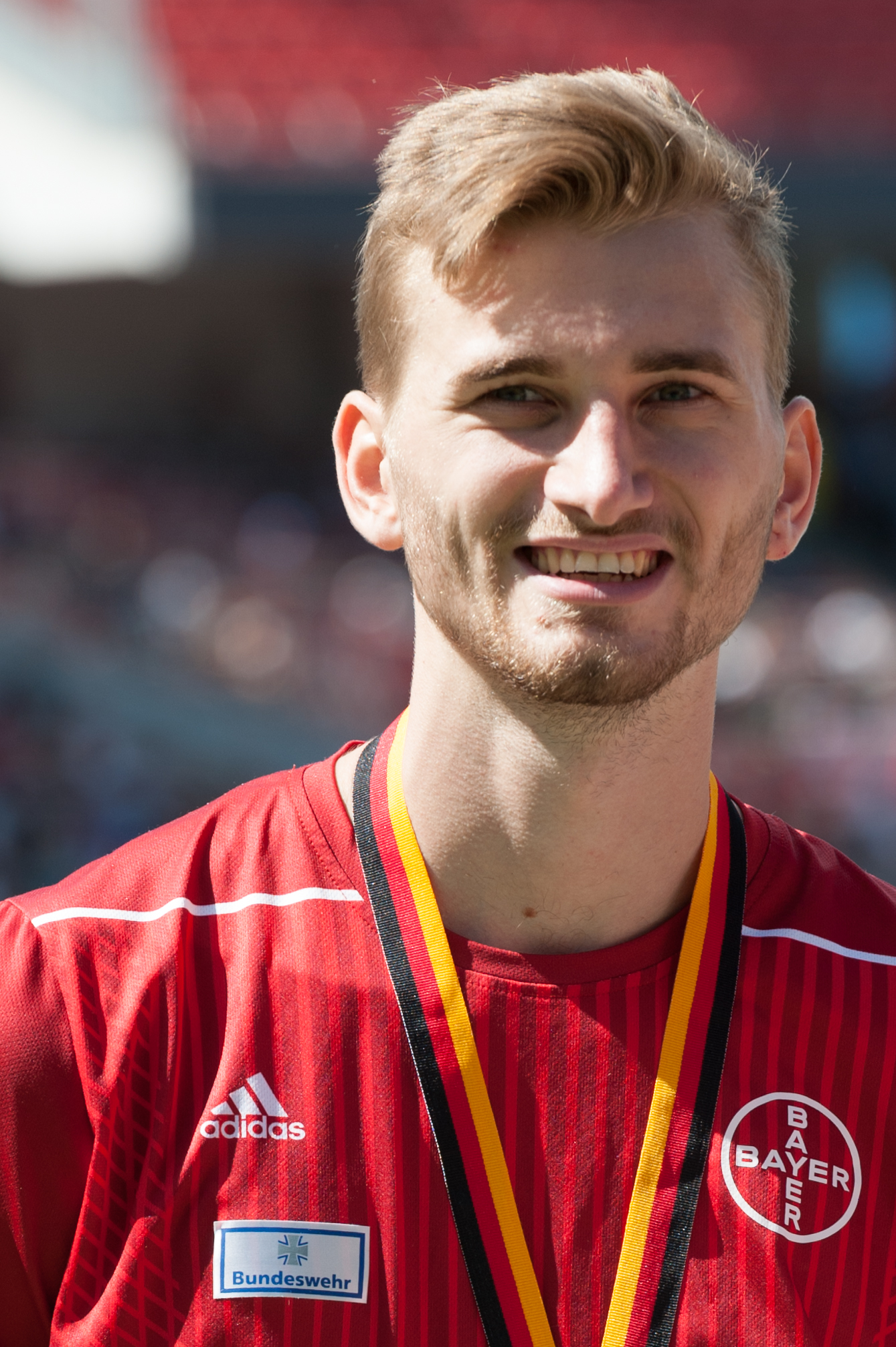
Mateusz Przybylko blieb in der Qualifikation bei 2,22 m hängen und erreichte nicht das Finale
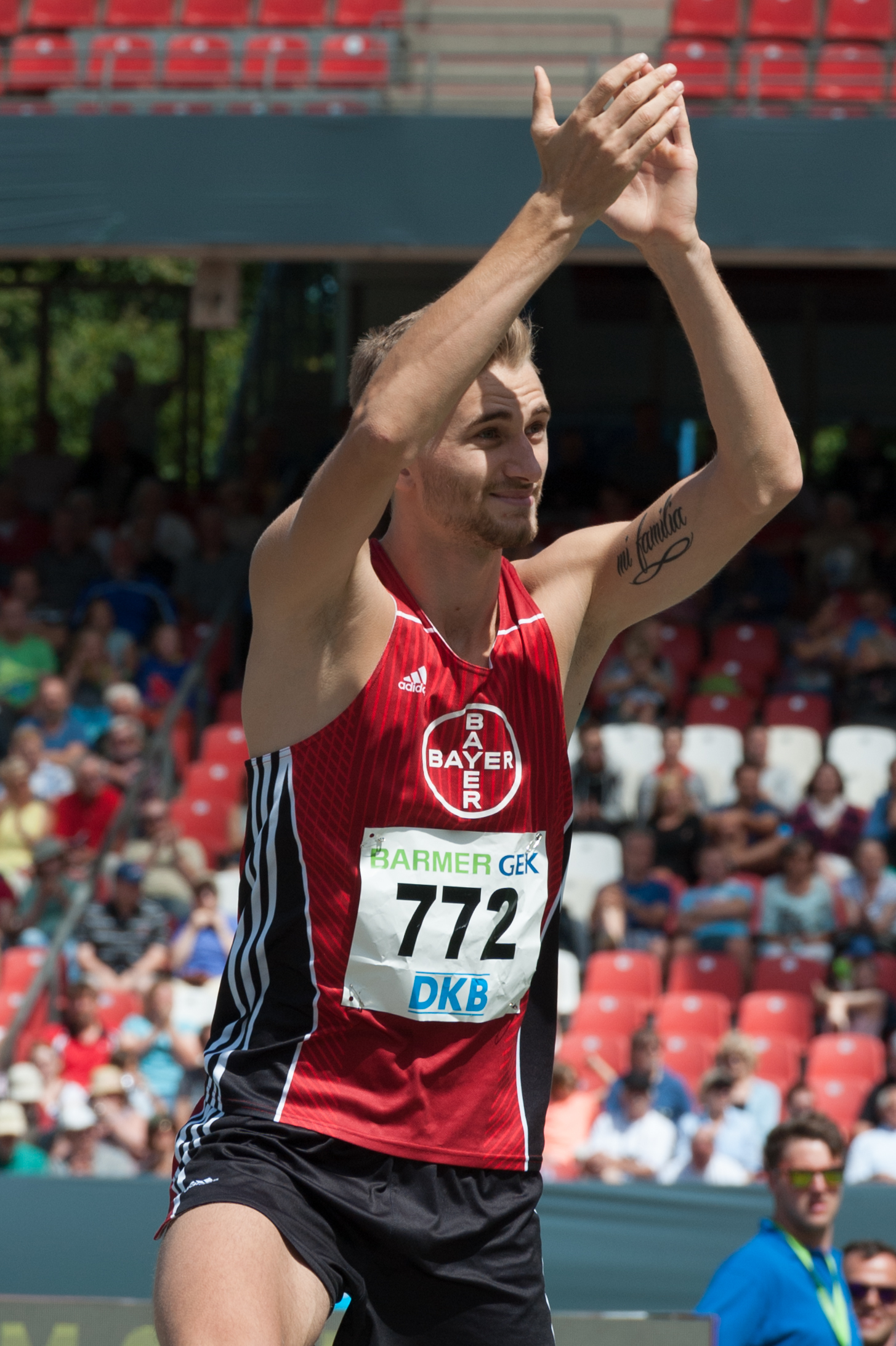
Mateusz Przybylko – mit 2,29 m in der Qualifikation ausgeschieden
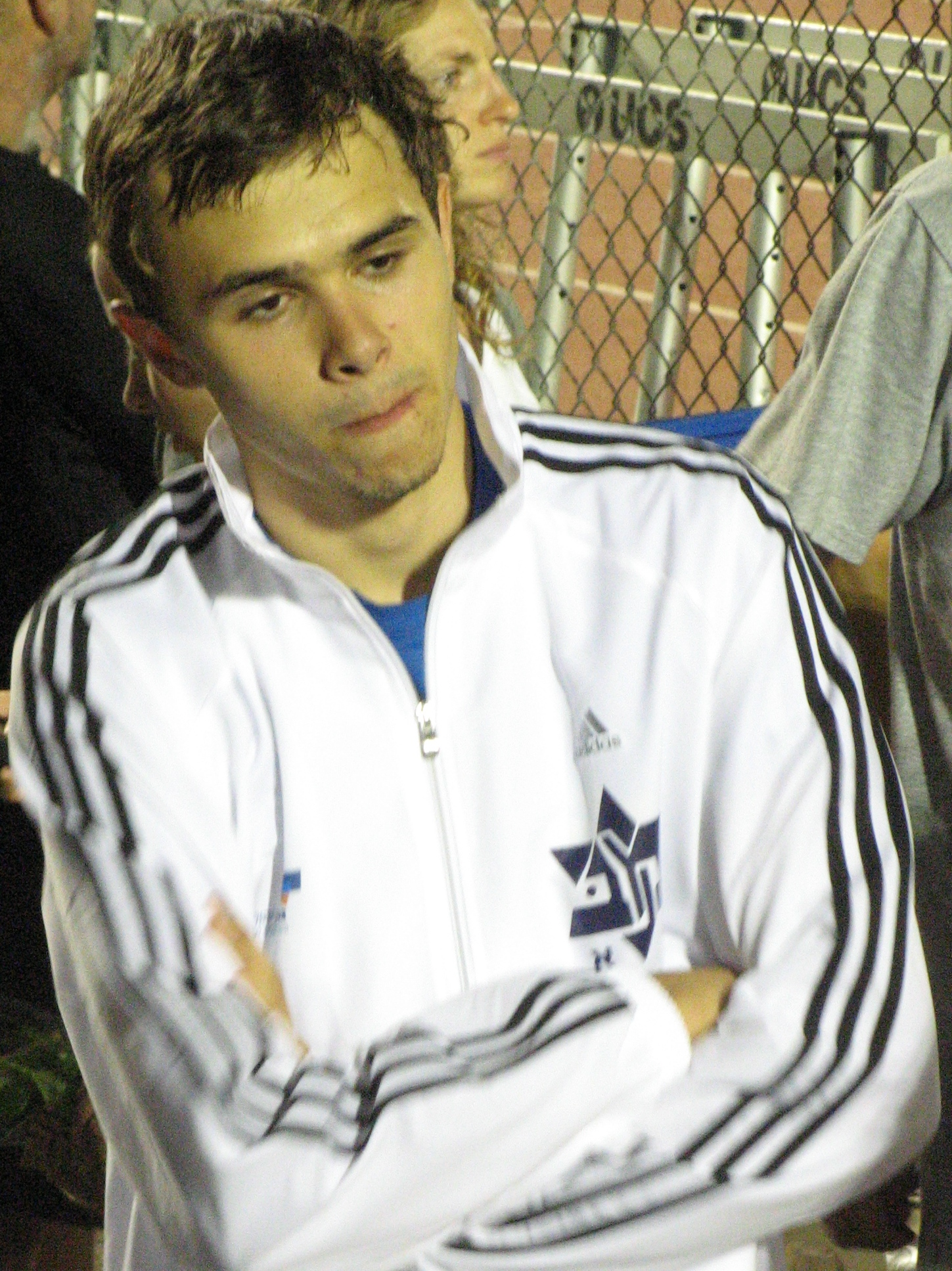
Dmitry Kroyter – mit 2,29 m nicht im Finale
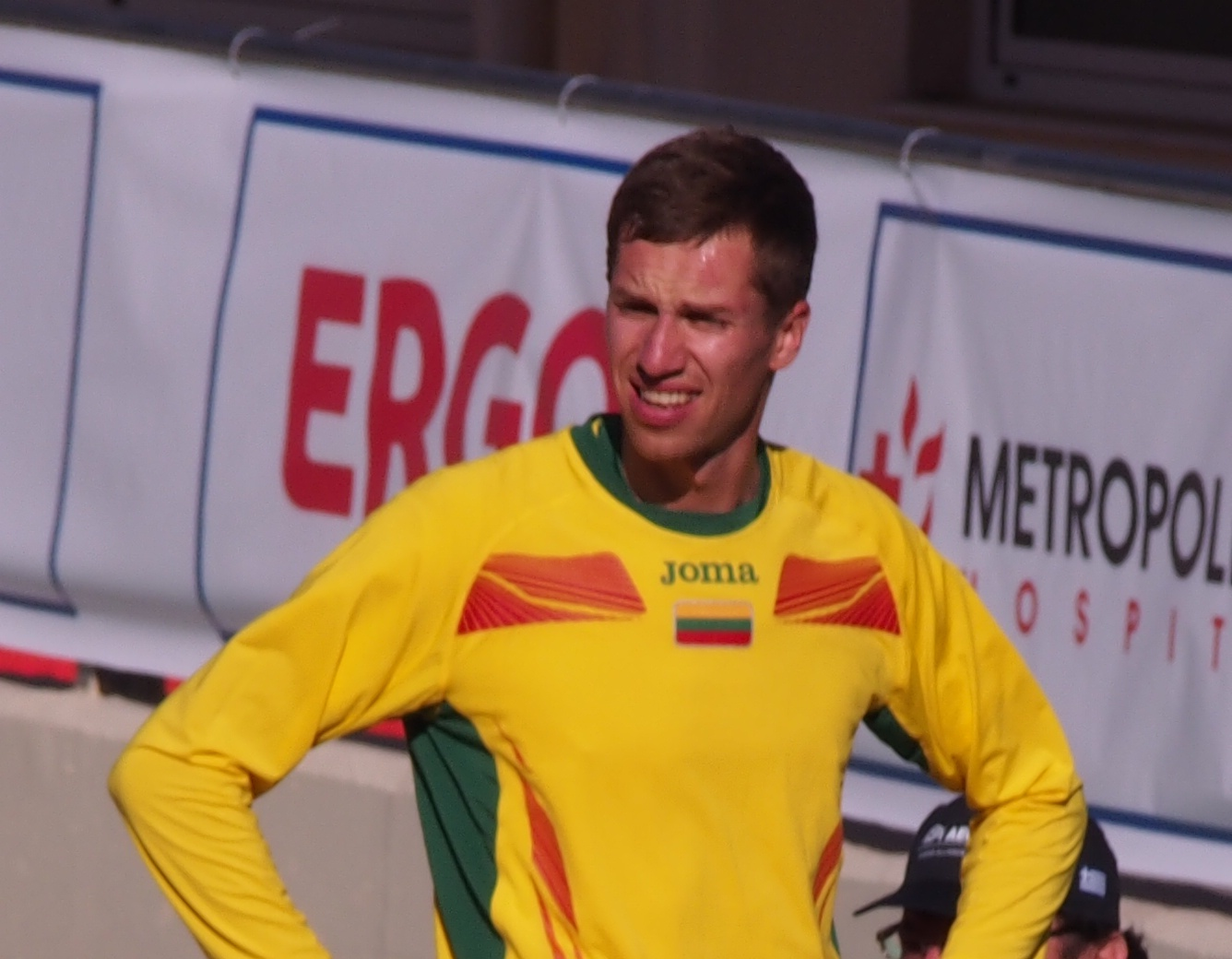
Raivydas Stanys – in der Qualifikation ohne gültige Versuch

## Finale

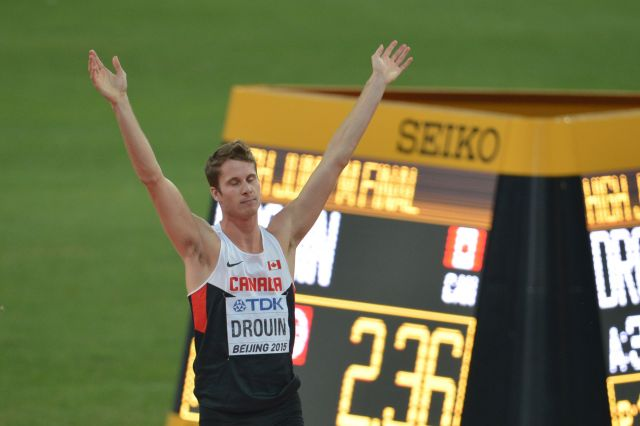
Weltmeister Derek Drouin

30. August 2015, 18:30 Uhr (12:30 Uhr MESZ)
Die drei Topfavoriten für den Hochsprung waren der amtierende Welt- und Europameister Bohdan Bondarenko aus der Ukraine, der Vizeweltmeister und Olympiadritte Mutaz Essa Barshim aus Katar sowie der kanadische WM-Dritte und ebenfalls Olympiadritte Derek Drouin. Mit guten Aussichten für eine vordere Platzierung ging auch der US-amerikanische Olympiazweite und WM-Fünfte Erik Kynard an den Start. Der Olympiasieger, WM-Vierte und EM-Dritte Iwan Uchow war ebenfalls unter den Teilnehmern, war jedoch bereits in der Qualifikation ausgeschieden.
Sieben Hochspringer waren noch im Wettbewerb, als 2,33 m aufgelegt wurden. Bondarenko, Drouin, der Chinese Zhang Guowei und der Russe Daniil Zyplakow hatten noch keinen Fehlversuch zu Buche stehen. Barshim und Donald Thomas von den Bahamas hatten einen Fehlsprung, beim Tschechen Jaroslav Bába waren es bereits zwei Fehlversuche. Bondarenko, Drouin, Zhang und Barshim übersprangen die neue Höhe jeweils gleich beim ersten Mal. Zyplakow und Bába schieden nach jeweils drei erfolglosen Versuchen aus, Thomas ließ die Höhe komplett aus.
Bei 2,36 m lagen also Bondarenko, Drouin und Zhang weiterhin gleichauf, Barshim folgte mit einem Fehlversuch. Außerdem war noch Thomas im Rennen, der die letzte Höhe ausgelassen hatte. Keiner der fünf verbliebenen Hochspringer übersprang die 2,36 m, es gab ausschließlich Fehlversuche. So war Barshim in der Endwertung mit übersprungenen 2,33 m Vierter. Zyplakow, Thomas und Bába hatten jeweils 2,29 m bewältigt. Aufgrund der Fehlversuchsregel wurde Zyplakow Vierter vor Thomas, Bába belegte Rang sieben.
Die Goldmedaille musste nun im Stechen vergeben werden. Auch im vierten Versuch übersprang keiner der drei gleichauf liegenden Athleten die geforderten 2,36 m. Anschließend wurden 2,34 m aufgelegt, die der Kanadier Drouin meisterte. Da Bondarenko und Guowei auch diese Höhe rissen, ging Gold an Drouin, während die anderen beiden einen geteilten zweiten Platz belegten.
| Platz             | Athlet                  | Land                | 2,20 | 2,25 | 2,29 | 2,33 | 2,36 | 2,36 | 2,34 | Höhe (m) |
| ----------------- | ----------------------- | ------------------- | ---- | ---- | ---- | ---- | ---- | ---- | ---- | -------- |
|                   | Derek Drouin            | Kanada              | o    | o    | o    | o    | xxx  | x    | o    | 2,34     |
|                   | Zhang Guowei            | Volksrepublik China | o    | o    | o    | o    | xxx  | x    | x    | 2,33     |
| Bohdan Bondarenko | Ukraine                 | –                   | o    | –    | o    | xxx  | x    | x    | 2,33 |          |
| 04                | Mutaz Essa Barshim      | Katar               | o    | o    | xo   | o    | xxx  |      |      | 2,33     |
| 05                | Daniil Zyplakow         | Russland            | o    | o    | o    | xxx  |      |      |      | 2,29     |
| 06                | Donald Thomas           | Bahamas             | o    | o    | xo   | –    | xxx  |      |      | 2,29     |
| 07                | Jaroslav Bába           | Tschechien          | o    | xo   | xo   | xxx  |      |      |      | 2,29     |
| 08                | Erik Kynard             | USA                 | o    | o    | xxx  |      |      |      |      | 2,25     |
| 08                | Gianmarco Tamberi       | Italien             | o    | o    | xxx  |      |      |      |      | 2,25     |
| 10                | Trevor Barry            | Bahamas             | xxo  | o    | xxx  |      |      |      |      | 2,25     |
| 11                | Dimitrios Chondrokoukis | Zypern              | o    | xo   | xxx  |      |      |      |      | 2,25     |
| 12                | Brandon Starc           | Australien          | o    | xxo  | xxx  |      |      |      |      | 2,25     |
| 12                | Eike Onnen              | Deutschland         | o    | xxo  | xxx  |      |      |      |      | 2,25     |
| 14                | Konstandinos Baniotis   | Griechenland        | xo   | xxx  |      |      |      |      |      | 2,20     |

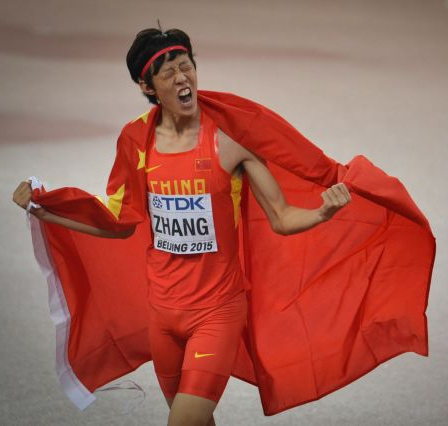
Große Freude: Vizeweltmeister Zhang Guowei
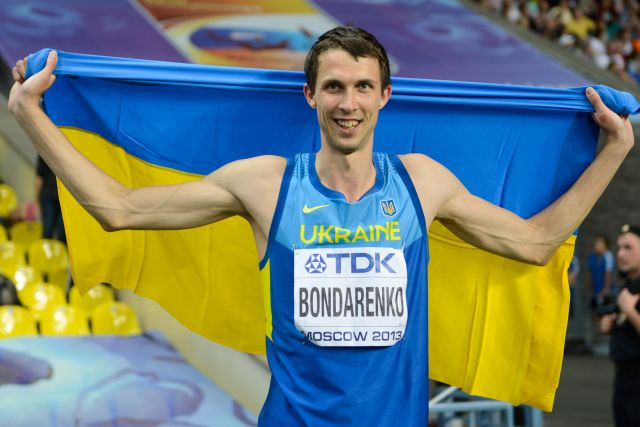
Titelverteidiger Bohdan Bondarenko gewann wie Zhang die Silbermedaille
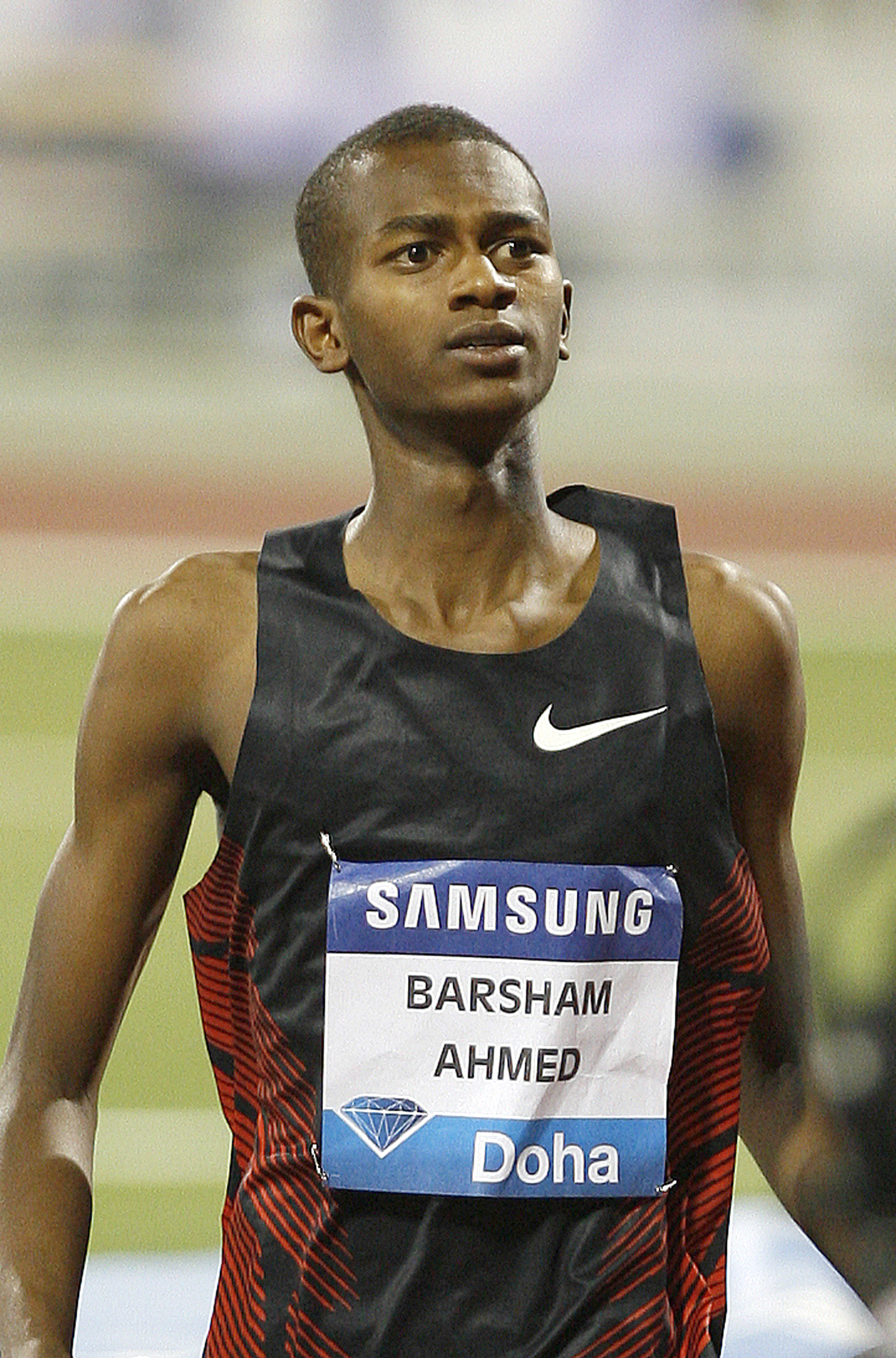
Mutaz Essa Barshim belegte den vierten Platz

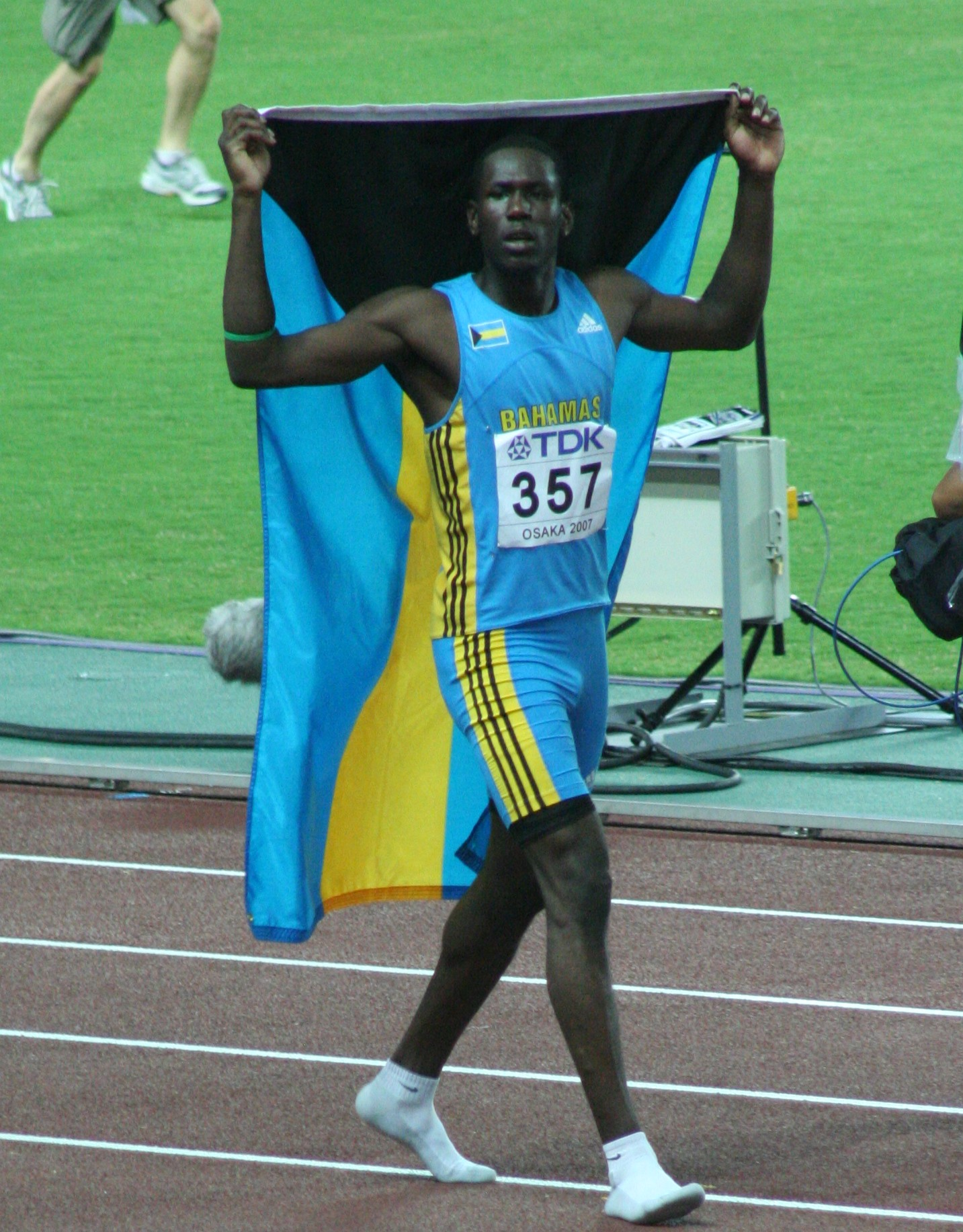
Donald Thomas wurde Sechster
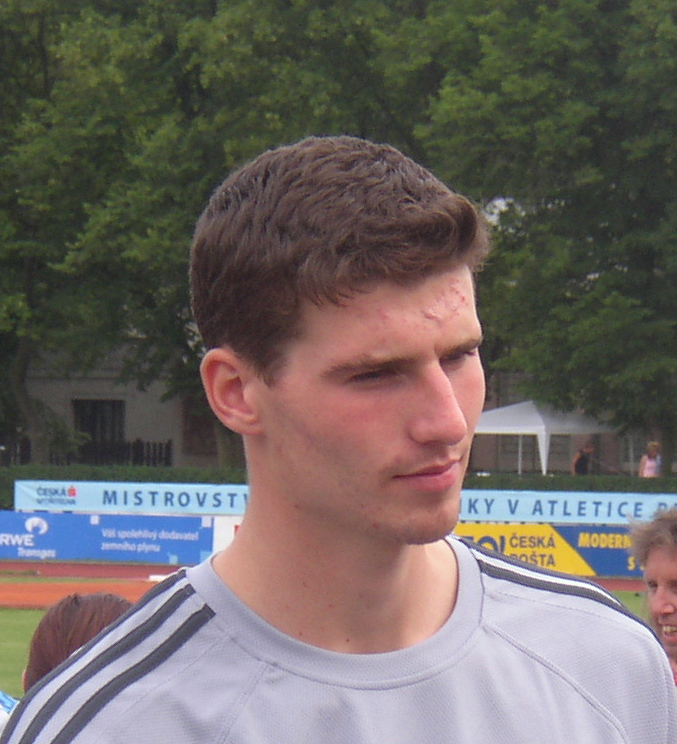
Jaroslav Bába kam auf den siebten Platz
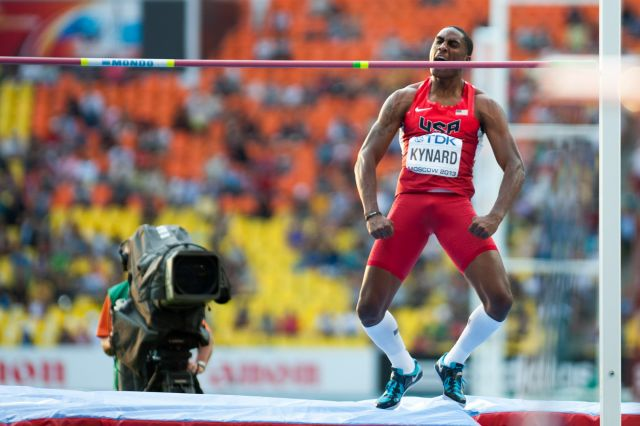
Mitfavorit Erik Kynard musste nach seinen 2,25 m mit einem geteilten Rang acht zufrieden sein
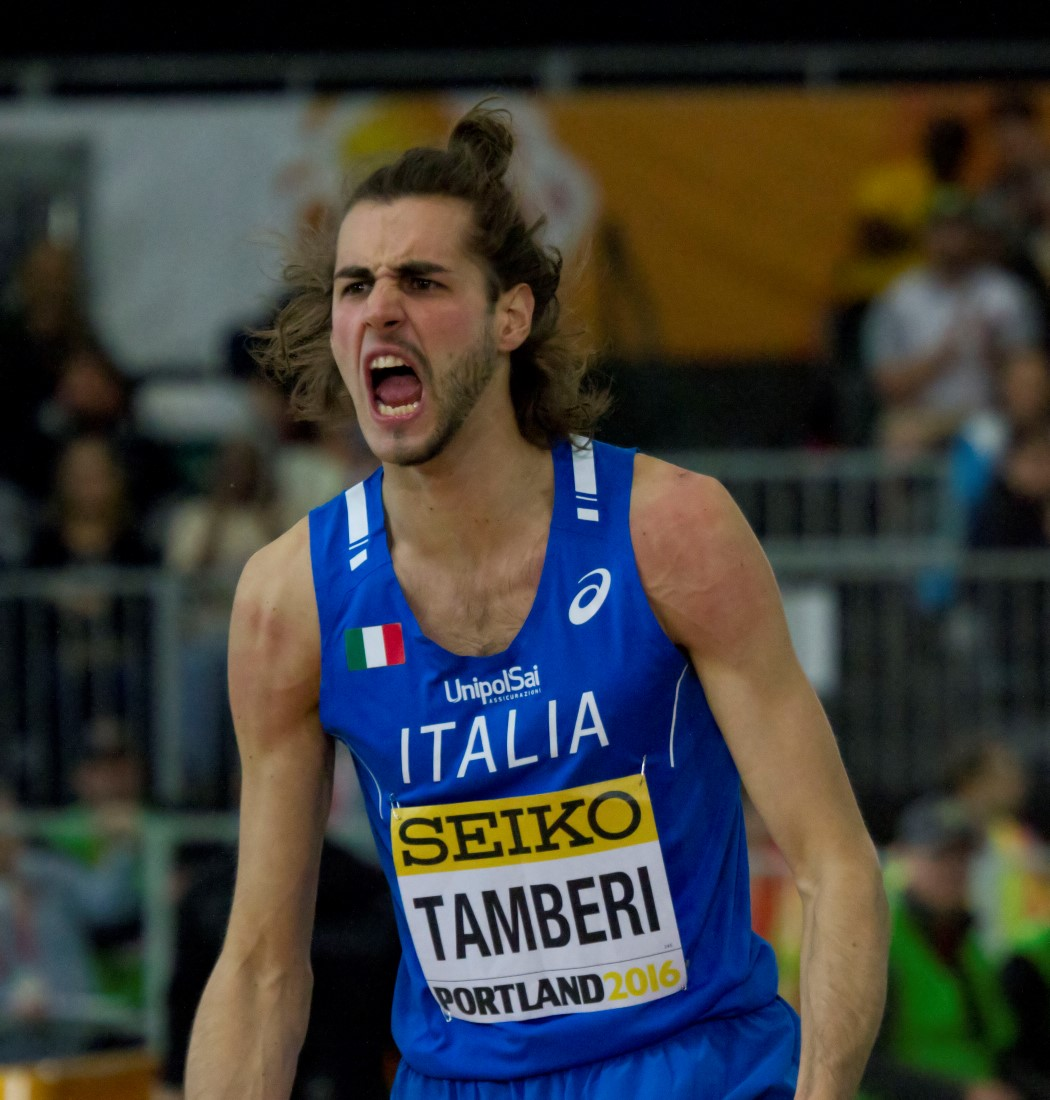
Gianmarco Tamberi wurde wie Kynard Achter
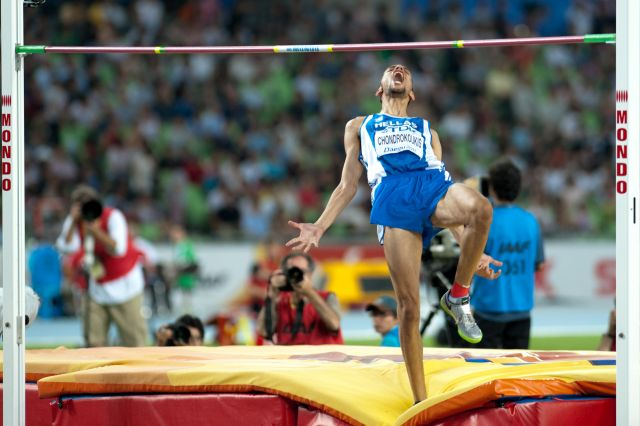
Dimitrios Chondrokoukis erreichte den elften Rang
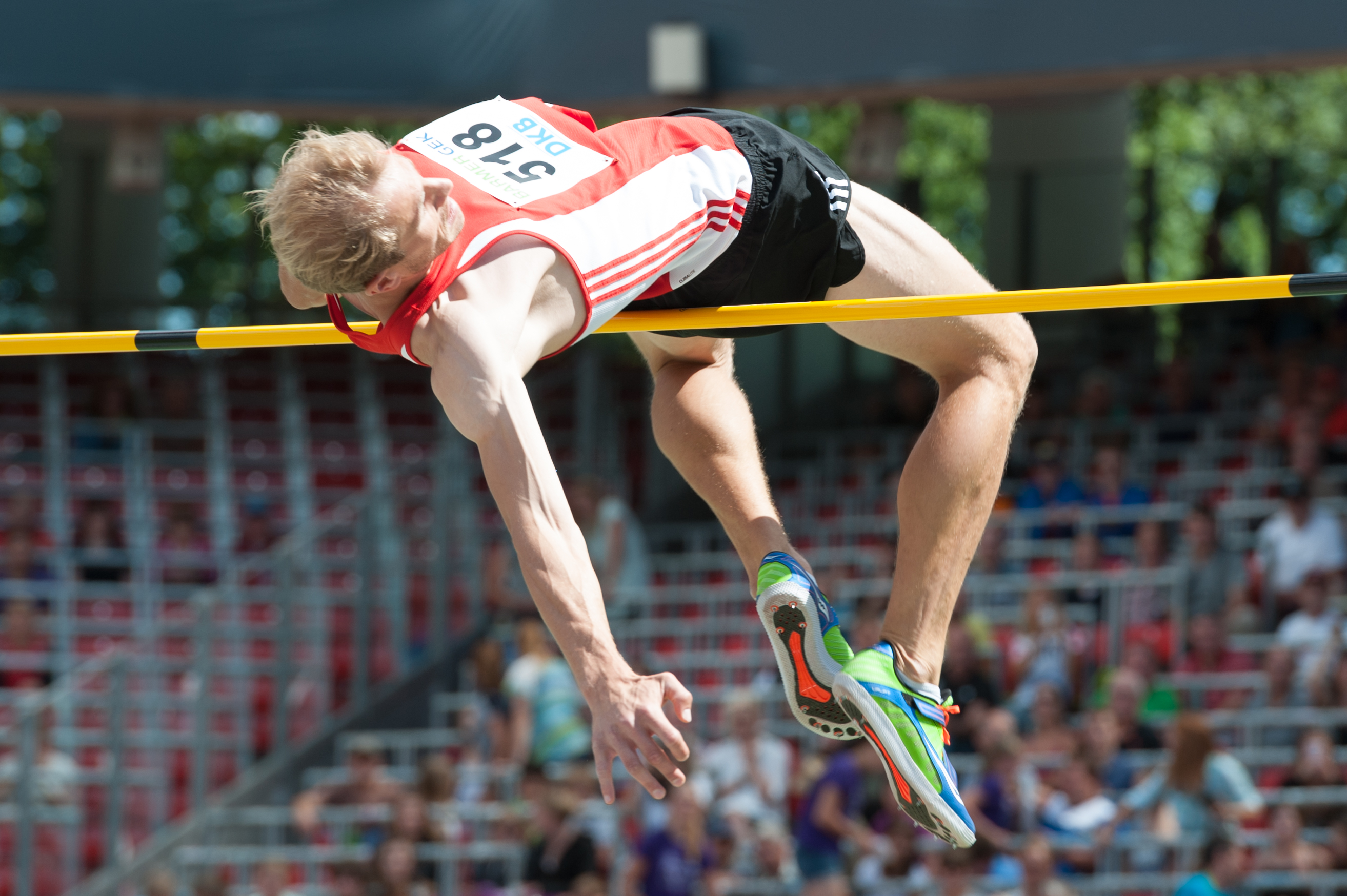
Geteilter zwölfter Platz für Eike Onnen
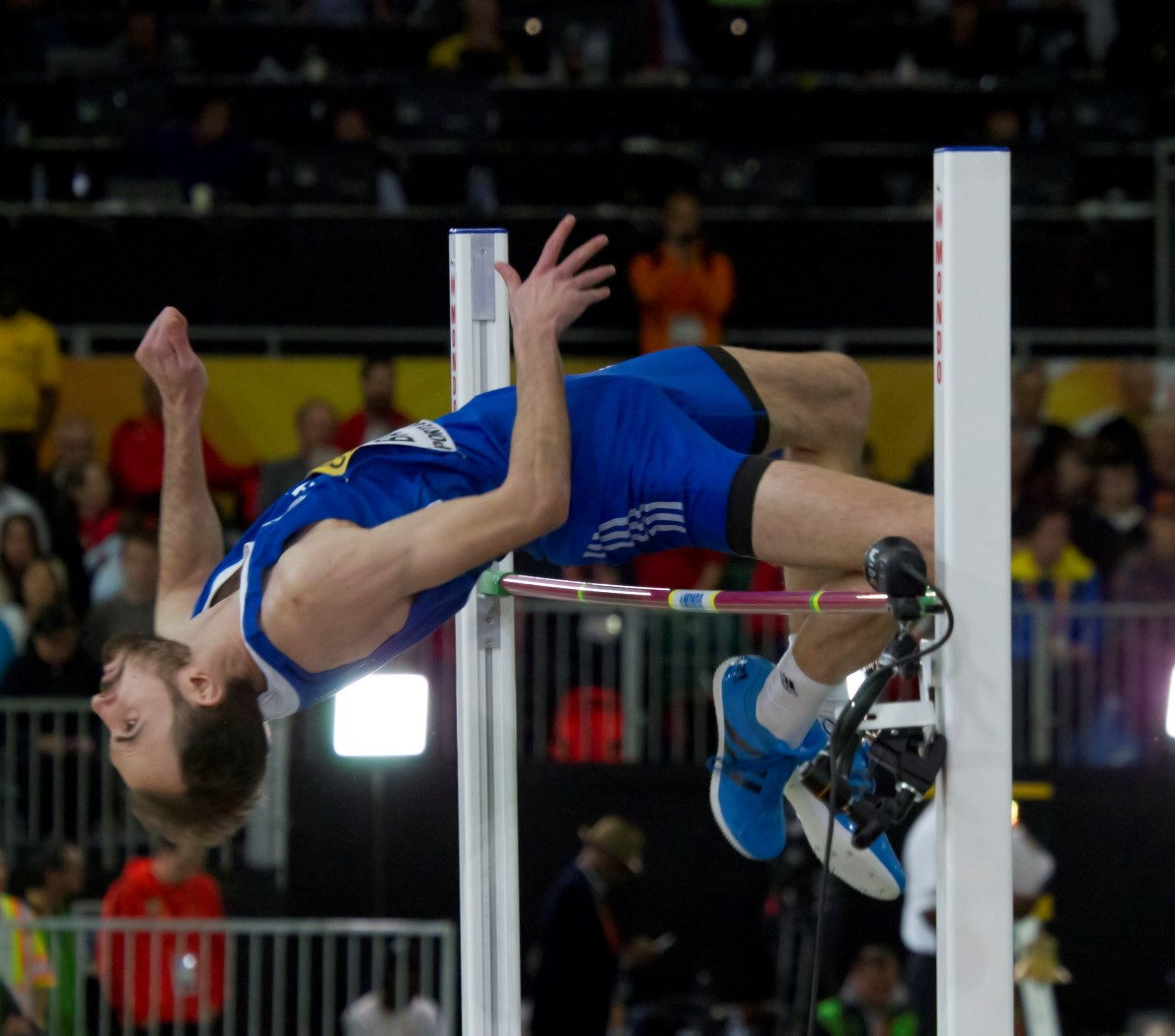
Konstandinos Baniotis Chondrokoukis belegte Rang vierzehn

## Videolinks
- 2015 Beijing – World Championship – High Jump – Men, youtube.com, abgerufen am 15. Februar 2021
- Derek Drouin wins Gold High Jump IAAF World Championships Beijing 2015, youtube.com, abgerufen am 15. Februar 2021